# Мајкл Џеј Фокс
Мајкл Џеј Фокс (енгл. Michael J. Fox) је глумац рођен 9. јуна 1961. године у Едмонтону, Канади, као Мајкл Ендру Фокс. На почетку каријере почео је да користи скраћеницу Џеј (Ј.) (које наводно боље звучи од Michael A. Fox). Статус звезде стекао је 1982. године улогом Алекса П. Китона у серији Породичне везе (Family Ties).

## Биографија
У Канади, где је одрастао као најмлађи од петоро деце Била и Филис Фокс, Мајкл се трудио да постигне што боље резултате у свом омиљеном спорту - хокеју на леду, што му није било нимало лако, јер је био изразито ниског раста - 165 cm. Одушак је пронашао у драмској секцији. Захваљујући томе 1976. године дебитовао је са 15 година у ТВ серији компаније ЦБС Лео и ја (Leo And Me), у улози десетогодишњака. Након наступа у ЦБС-овом филму Писма од Френка (Letters From Frank) (такође снимљеног у Канади), Мајкл је напустио средњу школу и са оцем отишао у Лос Анђелес. 
Ту је добио улогу у серији Палмерстаун, САД да би нешто касније добио главну улогу у већ раније поменутој серији Породичне везе. Серија се приказивала седам година, што довољно говори о њеној популарности. Велики успех постигао је и на филмском платну у улози Марти МакФлаја у филму Роберта Земекиса из 1985. године Повратак у будућност (Back To The Future). Након комичних улога у филмовима Млади вукодлак (Teen Wolf) и Тајна мог успеха (The Secret Of My Success), Фокс је желео да се окуша и у другачијим улогама. Зато је глумио фабричког радника у Светлост дана (Light Of Day), а потом у филму Јарка светла, велики град Bright Ligths, Big City. 
Овај серијал „озбиљних“ улога заокружио је сагом о рату у Вијетнаму Последице рата (Casualties Of War), глумећи заједно са Шоном Пеном, а под редитељском палицом Брајана де Палме. Године 1989. и 1990. Фокс је снимио два наставка Повратка у будућност, што је публика одушевљено поздравила. Након тога, глумио је у филму Амерички председник (The American President), да би се из биоскопских дворана вратио на ТВ екране у серији Сви градоначелникови људи (Spin City), 1996. На овај корак Фокс се одлучио јер је тако могао више времена да проводи са својом породицом. Године 1999. свој глас је позајмио главном лику, малом белом мишу, у филмској адаптацији дела Е. Б. Вајта Стјуарт Литл. Крајем те године Фокс је, на опште изненађење, објавио да од 1991. године болује од Паркинсонове болести и да је чак имао и операцију мозга како би ублажио подрхтавање делова тела (што је један од симптома те болести). Упркос великом успеху серије Сви градоначелникови људи и наградама које је та серија добила (Еми и Златни глобус) Фокс је почетком 2000. године објавио да напушта серију (чији је истовремено и извршни продуцент) како би више времена посветио породици и концентрисао се на прикупљање новца и ширење сазнања о Паркинсоновој болести. Главну улогу у серији преузима Чарли Шин.
Из тог разлога у мају 2000. основао је фондацију за истраживање Паркинсонове болести (Michael J Fox Foundation For Parkinson's Research). Мајкл Џеј Фокс се оженио глумицом Трејси Полан (Tracy Pollan) (глумила је Елен, девојку Алекса Китона у Породичним везама) 1988. године. Имају четворо деце: сина (Сем), две близнакиње (Аквина и Шајлер) и кћерку Есми. 
2003. написао је сценарио за пилот епизоду за ситком Hench at Home, али је био одбијен.
2005. као гост отворио је Центар Мухамеда Алија у Луивилу, САД, у част боксера Мухамеда Алија, који такође болује од Паркинсонове болести.
2006. гостовао је у три епизоде серије Бостонски адвокати, где је играо улогу пацијента са раком плућа који користи свој утицај како би током тестирања новог лека добио прави лек, а не плацебо.

## Филмографија
| Улоге      |                              |               |                                |          |
| Година     | Српски назив                 | Изворни назив | Улога                          | Напомена |
| 1980.      | Поноћно лудило               |               | Скот Ларсон                    |          |
| 1982.      | Класа 1984                   |               | Артур                          |          |
| 1985.      | Повратак у будућност         |               | Марти МакФлај                  |          |
| 1985.      | Млади вукодлак               |               | Скот Мекол                     |          |
| 1987.      | Тајна мог успеха             |               | Брентли Фостер/Карлтон Витфилд |          |
| 1988.      | Јарка светла, велики град    |               | Џејми Конвеј                   |          |
| 1989.      | Жртве рата                   |               | војник Ериксон                 |          |
| 1989.      | Повратак у будућност II      |               | Марти МакФлај                  |          |
| 1990.      | Повратак у будућност III     |               | Марти МакФлај                  |          |
| 1991.      | Док Холивуд                  |               | Др Бенџамин Стоун              |          |
| 1991.      | Опасан пут                   |               | Ник Ленг                       |          |
| 1993.      | За љубав или новац           |               | Даг Ајрленд                    |          |
| 1993.      |                              |               | Ченс (глас)                    |          |
| 1993.      | Живот са Мајкијем            |               | Мајкл „Мајки“ Чепмен           |          |
| 1994.      | Похлепни                     |               | Данијел МакТиг                 |          |
| 1995.      | Амерички председник          |               | Луис Ротсчајлд                 |          |
| 1996.      | Ко се боји духа још?         |               | Френк Банистер                 |          |
| 1996.      |                              |               | Ченс (глас)                    |          |
| 1996.      | Марс напада!                 |               | Џејсон Стоун                   |          |
| 1996-2000. | Сви градоначелникови људи    |               | Мајк Флерти                    |          |
| 1999.      | Стјуарт Литл                 |               | Стјуарт Литл (глас)            |          |
| 2001.      | Атлантида: Изгубљено царство |               | Мајло Џејмс Татч (глас)        |          |
| 2002.      | Стјуарт Литл 2               |               | Стјуарт Литл (глас)            |          |
| 2002.      |                              |               | (као специјални гост)          |          |
| 2003-2004. | Стажисти                     |               | (као специјални гост)          |          |
| 2006.      | Бостонски адвокати           |               | (као специјални гост)          |          |
| 2007.      |                              |               | (глас)                         |          |